# Simo Rinne
Simo Gunnar Rinne (* 2. August 1941 in Tampere; † 28. September 2015) war ein finnischer Eisschnellläufer.
Rinne wurde im Jahr 1978 finnischer Meister im Sprint-Mehrkampf und nahm von 1961 bis 1982 an internationalen Wettbewerben teil. Bei seiner einzigen Teilnahme an Olympischen Winterspielen im Februar 1964 in Innsbruck errang er den zehnten Platz über 500 m. Neun Jahre später startete er an der Sprintweltmeisterschaft 1973 in Oslo, wobei er den 34. Platz im Sprint-Mehrkampf errang. Er nahm an keiner weiteren Weltmeisterschaft sowie an keiner Europameisterschaft teil.

## Persönliche Bestzeiten
| Disziplin | Zeit         | Datum            | Ort        |
| --------- | ------------ | ---------------- | ---------- |
| 500 m     | 39,08 s      | 8. April 1981    | Almaty     |
| 1000 m    | 1:19,56 min  | 7. April 1981    | Almaty     |
| 1500 m    | 2:08,28 min  | 22. März 1980    | Helsinki   |
| 3000 m    | 4:33,81 min  | 5. Dezember 1981 | Helsinki   |
| 5000 m    | 7:54,90 min  | 31. Januar 1981  | Pieksämäki |
| 10.000 m  | 16:37,90 min | 19. Januar 1963  | Pälkäne    |